# Freund-Reaktion
Die Freund-Reaktion ist eine Reaktion der Organischen Chemie und wurde 1881 von dem galizischen Chemiker August Freund (1835–1892) entdeckt. Sie dient zur Synthese von Cyclopropan (Trimethylen) und seinen Derivaten und ähnelt der intramolekularen Wurtzschen Synthese.

## Übersichtsreaktion
Freund experimentierte zunächst mit 1,3-Dibrompropan und Natrium, woraus er Cyclopropan gewinnen konnte:
Analog wie 1,3-Dibrompropan reagieren 1,3-Dichlor- und 1,3-Diiodpropan. Durch die Analyse des Produkts, das Freund Trimethylen nannte, und einem Ausschlussverfahren konnte er die korrekte Struktur von Cyclopropan aufstellen, sodass Freund für seine Cyclopropansynthese bekannt wurde.

## Modifikation

### Gustavson-Reaktion
In der Gustavson-Reaktion wird statt Natrium Zinkstaub in der Cyclisierungsreaktion eingesetzt.

### Hass-Cyclopropan-Prozess
Um weiterhin Abstand zur Wurtzschen Synthese zu gewinnen und die Ausbeuten zu verbessern, modifizierte 1931 Henry Bohn Hass (1902–1987) die Reaktion durch das Verwenden von Zinkstaub, verdünnten Alkohol und einer katalytischen Menge von Natriumiodid.

## Mechanismus
Der Mechanismus gleicht dem Mechanismus der Wurtzschen Synthese. Diese kann sowohl radikalisch, als auch über anionische Zwischenstufen verlaufen. Anhand der Reaktion zwischen 1,3-Dibrompropan 1 und Natrium soll der noch nicht vollständig bewiesene Mechanismus der Freund-Reaktion erklärt werden:
Im ersten Schritt greift das Natrium mit seinem freien Elektron die C-Br-Bindung an, sodass Natriumbromid abgespalten wird und ein Brompropyl-Radikal 2 zurückbleibt. Mit weiterem Natrium entsteht ein Natriumsalz 3, bestehend aus halogeniertem Carbanion und Natrium-Kation. Das negativ geladene Kohlenstoffatom des Anions greift nukleophil den Kohlenstoff, an dem sich das Brom-Atom befindet, an. Währenddessen greift das Brom mit einer seinen freien Elektronenpaarbindungen, unter Mitnahme der Elektronenpaarbindung zum Kohlenstoffatom, das Natrium-Kation an. Es bildet sich durch diesen Ringschluss Cyclopropan 4.